# Phiala sigyna
Phiala sigyna är en fjärilsart som beskrevs av Aurivillius 1893. Phiala sigyna ingår i släktet Phiala och familjen Eupterotidae. Inga underarter finns listade i Catalogue of Life.